# Silent Hill: Shattered Memories
Silent Hill: Shattered Memories (укр. Мовчазний пагорб: Розколоті Спогади) — сьома частина відеогри із серії Silent Hill, розроблений студією Climax і виданий у 2009 році компанією Konami. Ця гра є «переосмисленням» першої частини Silent Hill.
За основу гри взята історія письменника Гаррі Мейсона, який після автокатастрофи губить свою семилітню дочку Шеріл. Події гри описують пошуки дівчинки в містичному місті під назвою Сайлент-Хілл. Від оригінальної гри залишилися тільки імена деяких персонажів, а решта сюжету відрізняється від першої частини.

## Ігровий процес
Shattered Memories істотно відрізняється від попередніх ігор серії. Головною такою відмінністю є відсутність у грі зброї та, як наслідок, можливості протистояння монстрам. Камера огляду тепер розташована за плечем головного героя. HUD-інтерфейс все так само відсутній, проте тепер рівень здоров'я у персонажа відображається не в меню паузи, а під час самої гри - при отриманні втрати краю екрана починають світитися білим кольором, і чим більше гравець отримує пошкоджень, тим сильніше стає свічення. Було прибрано і систему інвентарю; єдиними речами, які можна знаходити та використовувати, стали ключі та фальшфеєри.
Основна частина гри полягає в обстеженні локацій, пошуків ключів, вирішенні головоломок. У грі немає зброї, Гаррі екіпірований лише ліхтариком та стільниковим телефоном, за допомогою якого можна переглядати карту, отримувати текстові та аудіо-повідомлення, фотографувати та дзвонити на будь-які номери. Залежно від різних дій гравця, гра складає психологічний профіль, який впливатиме на зовнішній вигляд і поведінку персонажів гри, кінцівку, монстрів, інтер'єр (екстер'єр) ключових локацій, а також на повідомлення, які Гаррі знаходить у процесі проходження гри.
Коли гра переходить у режим «Кошмар» (англ. The Nightmare), гравцеві доводиться прориватися крізь монстрів, яких можна відкинути від себе, тимчасово засліпити сигнальним фальшфеєром, або затримати за допомогою підручних засобів, але неможливо поранити або вбити. Альтернативний світ разюче відрізняється від того, що можна було бачити в інших частинах: замість вогню, закривавлених стін та іржавих ґрат — зледенілі вулиці, холод та велика кількість снігу

## Сюжет

### Персонажі
Багато з героїв гри схожі на свої прототипи із першої частини. Але схожі тільки мотивами й іменами. Поведінка та зовнішній вигляд персонажів змінюється відповідно до психологічного профілю гравця. Він формується у ході проходження багатьох психологічних тестів.
- Гаррі Мейсон (англ. Harry Mason) — інтелігентний чоловік, письменник та протагоніст гри. Після автокатастрофи він опиняється на засніженій вулиці Сайлент-Хіллу. Він намагається знайти свою семирічну дочку Шеріл. В ході гри виявляється, що він був одружений із Далією Мейсон. В кінці гри відкривається таємниця, що він помер 18 тому в автокатастрофі, а грали ми за людину, яка існувала тільки в підсвідомості Шеріл.
- Шеріл Мейсон (англ. Cheryl Mason) — Дочка Гаррі та Далії Мейсон. На початку історії ми знайомимося з нею коли їй всього 7 років. Разом зі своїм батьком потрапила в автокатастрофу неподалік Сайлент-Хіллу. Після якої вона зникла і герой пішов її шукати. В кінці виявляється, що насправді тільки вона вижила після аварії. Шерілл дуже любить свого батька, навіть вважає його героєм.[1] Тому не хоче забувати про нього. Все що відбувається в самій грі це події які уявляє собі вже 25-річна Шеріл. Вона перебуває на прийомі у доктора Кауфмана. Всі рішення які вона приймає на тестах, мають своє відображення у подорожі її батька. Вона потерпає через сильну психологічну травму, яку отримала в дитинстві. Відповідно до профілю ми дізнаємося чи вилікувалася дівчина, чи ні.
- Доктор Майкл Кауфманн (англ. Dr. M. Kaufmann) — лікар-терапевт, який намагається допомогти головній героїні позбутися спогадів, які її мучать. В ході тестів він намагається добратися до суті проблеми, яка її турбує. Чим ближче він підбирається до істини, тим більше перетворюється світ де знаходиться Гаррі.
- Далія Мейсона (англ. Dahlia Mason) — дружина Гаррі та матір Шеріл. Гравець двічі зустрічає її, і завжди вона поводиться розпущено та бажає, щоб герой одружився з нею. Вона з'являється в цьому світі обумовлено неоднозначними почуттями дочки з комплексом комплексом Електри.
- Сибіл Беннетт (англ. Cybil Bennett) — офіцер поліції Сайлент-Гілла. Вона з'являється в забігайлівці де герой знайомиться з нею. Спершу вона допомагає Гаррі, але далі по сюжету вона його хоче заарештувати за «вбивство» Лізи та видавання себе за мертву людину. Та зрозумівши, що герой жадає знайти дочку, навіть якщо знає, що справжній Гаррі мертвий, вона продовжує допомагати йому.
- Ліза Гарланд (англ. Lisa Garland) — медсестра, вона працює в лікарні Алхімілла (так само як і в оригіналі). Головний герой зустрічає її біля машини швидкої допомоги, яка потрапила в аварію. Поява медсестри відображає почуття провини Шеріл, яка в душі вважає себе причиною смерті батька. Останній раз бачить її у своїй квартирі при смерті (якщо дати їй відповідні таблетки), або вже мертва. І в тому, і в іншому випадку вона помирає.
- Мішель Валдес (англ. Michelle Valdez) — однокласниця Шеріл. Перший раз Гаррі зустрічає її в школі на випускному. Вона співала на сцені чекала свого хлопця Джона. Вона розповідає Гаррі, що Шеріл була його однокласниця і закінчила вже школу. Головний герой відмовляється в це вірити, тому вони йдуть до кабінету директора. І герой дізнається, що це правда.